# Horia (Tulcea)
Horia è un comune della Romania di 1 510 abitanti, ubicato nel distretto di Tulcea, nella regione storica della Dobrugia. 
Il comune è formato dall'unione di 3 villaggi: Cloșca, Florești, Horia.